# ألتون إبراهام
ألتون إبراهام (بالإنجليزية: Alton Abraham)‏ هو رائد أعمال أمريكي، ولد في 5 مايو 1927، وتوفي في 6 يونيو 1999.

## وصلات خارجية
- ألتون إبراهام على موقع ميوزك برينز (الإنجليزية)
- ألتون إبراهام على موقع ديسكوغز (الإنجليزية)